# Малі Коковичі
Малі Коковичі (рос. Малые Коковичи) — присілок у Лодєйнопольському районі Ленінградської області Російської Федерації.
Населення становить 5 осіб. Належить до муніципального утворення Альоховщинське сільське поселення.

## Історія
Згідно із законом від 20 вересня 2004 року № 63-оз належить до муніципального утворення Альоховщинське сільське поселення.

## Населення
| 1910 | 1997 | 2007 | 2010 | 2014 | 2015 | 2016 |
| ---- | ---- | ---- | ---- | ---- | ---- | ---- |
| 65   | ↘3   | ↘0   | ↗1   | ↗4   | ↗5   | →5   |